# Pacifica (álbum)
Pacifica es el tercer álbum de estudio del dúo electrónico australiano The Presets. El álbum fue lanzado por Modular Recordings, el 7 de septiembre de 2012 en Australia. De él se desprenden sencillos como "Youth in Trouble", "Ghosts" y "Promises".

## Lista de canciones
| N.º | Título             | Duración |  |
| 1.  | «Youth in Trouble» | 6:20     |  |
| 2.  | «Ghosts»           | 3:29     |  |
| 3.  | «Promises»         | 4:58     |  |
| 4.  | «Push»             | 4:02     |  |
| 5.  | «Fall»             | 3:57     |  |
| 6.  | «It's Cool»        | 3:58     |  |
| 7.  | «A.O.»             | 6:13     |  |
| 8.  | «Surrender»        | 4:16     |  |
| 9.  | «Fast Seconds»     | 5:14     |  |
| 10. | «Fail Epic»        | 5:57     |  |

## Créditos
- Joe Barresi – ingeniero de sonido
- Sean Beavan – ingeniero de sonido
- Chris Claypool – asistente
- Dave Cooley – masterizador
- Glen Goetze – A&R
- Julian Hamilton – ingeniero de sonido, productor
- Tony Hoffer – producción adicional, mezclador
- Analiese Ifould – estilista
- Wade Keighran – ingeniero de sonido
- Will Larnach-Jones – management
- Kim Moyes – ingeniero de sonido, productor
- Jun Murakawa – asistente
- Jon Nicholson – técnico de batería
- Jonathan Zawada – diseño de tapa

## Posicionamiento
| País           | Lista (2012)            | Mejor posición |
| -------------- | ----------------------- | -------------- |
| Australia      | Australian Albums Chart | 21             |
| Estados Unidos | Top Heatseekers         | 20             |
| Estados Unidos | Dance/Electronic Albums | 11             |
| Nueva Zelanda  | NZ Albums Chart         | 40             |